# 佐竹敬久
佐竹 敬久（さたけ のりひさ、1947年〈昭和22年〉11月15日 - ）は、日本の政治家。前秋田県知事（公選第17・18・19・20代）。無所属。
秋田市長（第17代）、全国市長会会長（第27代）などを歴任。佐竹北家の末裔で21代目にあたる。秋田県仙北郡角館町（現在の仙北市）出身。曾祖父の佐竹義尚は男爵に列しており、華族の家柄である。

## 経歴

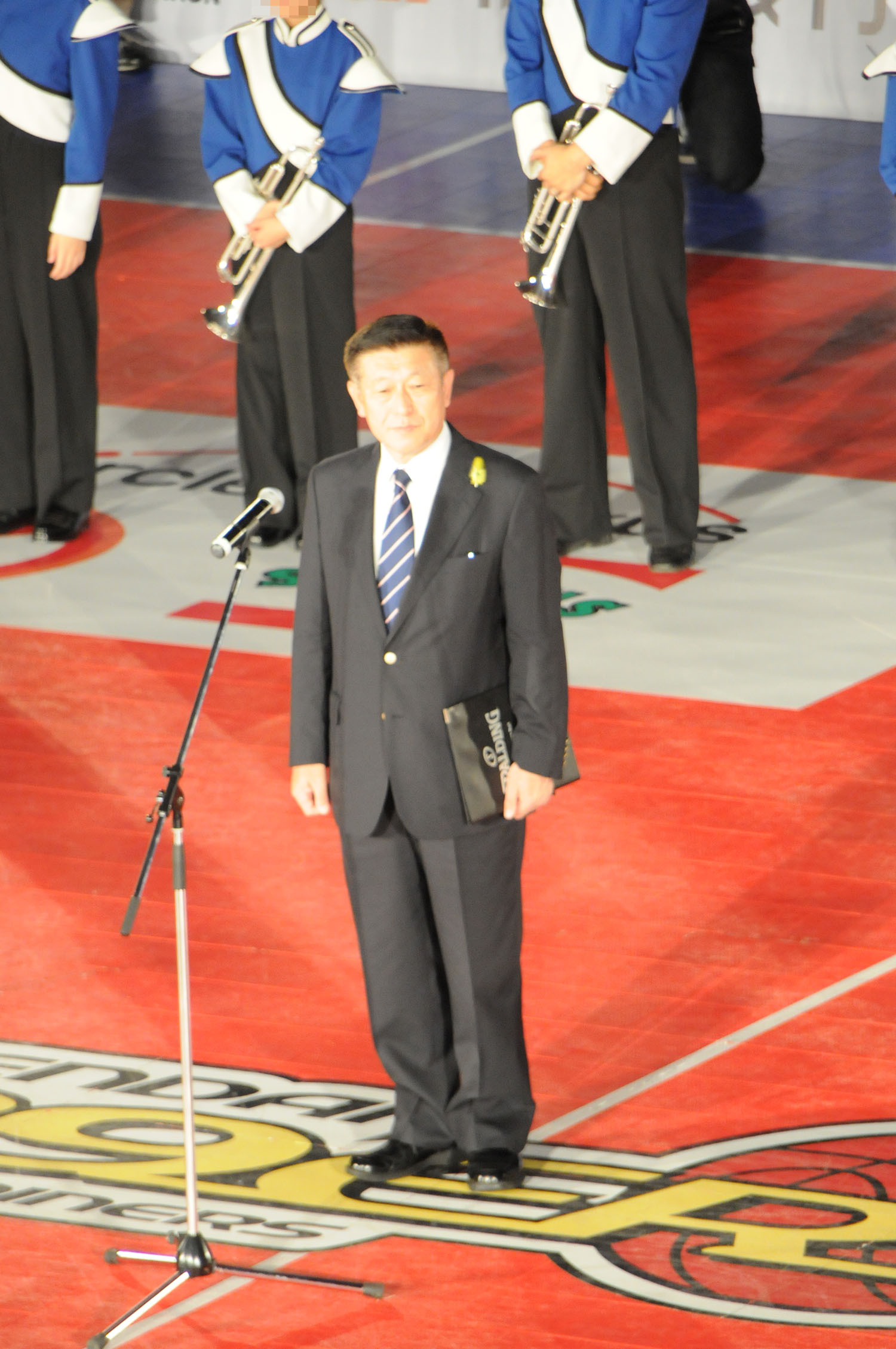
秋田県立野球場にて（2013年7月18日）

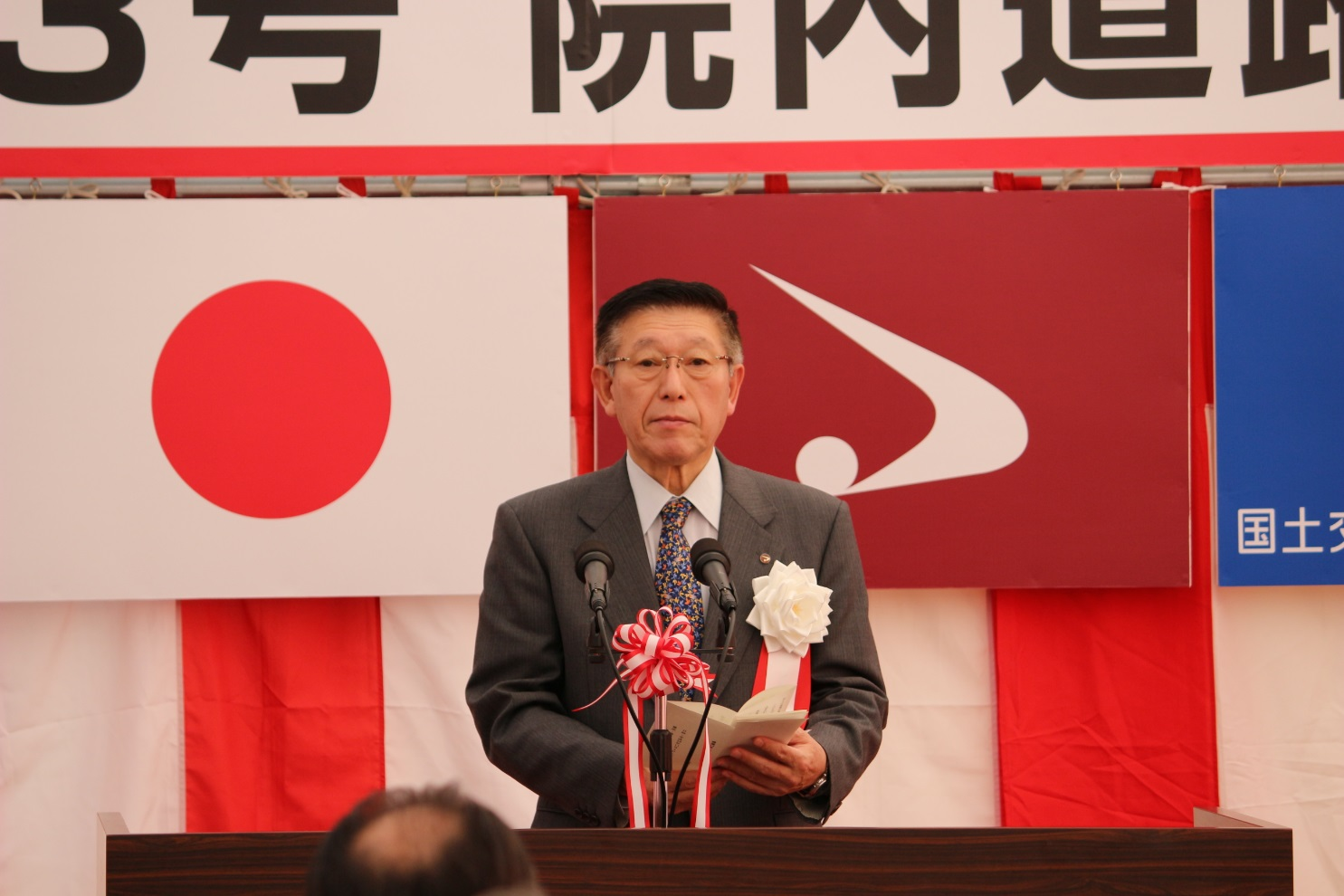
東北中央自動車道院内道路開通式にて（2016年11月5日）

秋田県仙北郡角館町（現：仙北市）に生まれる。1966年（昭和41年）3月、地元の秋田県立角館高等学校卒業。1971年（昭和46年）3月、東北大学工学部精密工学科卒業。1972年（昭和47年）3月、秋田県庁に入庁して県庁職員（地方公務員）として勤務した。商工部門、総務部次長を歴任した。県庁を退職して1997年（平成9年）の秋田県知事選挙に立候補するも落選した。同年12月に秋田県の地域経済研究会を設立した。
2001年（平成13年）7月、秋田市長選挙に立候補、初当選した。2005年（平成17年）に再選。市長当選後、秋田県市長会会長、全国市長会副会長、全国市長会財政委員長、政府税制調査会委員、全国市長会会長などを歴任する。
2009年（平成21年）2月23日、市長の任期を約5か月残して「一身上の理由」で辞職願を提出し、翌24日の市議会にて全会一致で承認され、辞職した。全国市長会会長職もこれに伴って失職となり、当面は後継を置かずに副会長9名が職務を分掌する形を取った。
その後、自民・社民県連などの支持を得て秋田県知事選挙（2009年4月12日投開票）に出馬し、民主県連などの支持を受けた川口博などを破り、初当選を果たした。
2013年には2期目を目指して出馬を表明し、3月21日の選挙告示日に立候補手続きを行うも、対立候補が現れずに無投票での再選となった。
2017年4月9日に投開票が行われた知事選では、公明党・社民・自民県連から支持を受け、無所属の前知事寺田典城、日本共産党公認の同党県副委員長山内梅良を破り、3選を決めた（投票率は56.83%）。
2021年4月4日に投開票が行われた知事選では自民党県連・公明党県本部などから支持を受け、元衆議院議員の村岡敏英ら3候補を破り、4選を決めた。
2022年9月16日、「Rethinkフォーラム～視点を変えれば、世の中は変わる」出演（他、加藤夏希、わらび座の栗城宏）
2025年2月に古田肇岐阜県知事が退任し、現職の都道府県知事で最高齢となり、また1940年代および20世紀前半(1901年～1950年)生まれでも最後となった。なお、同年4月に行われる予定の知事選には出馬せず、4期限りで引退する意向を表明している。

## 人物
- 猫好きで、秋田市長時代、公舎で5匹の猫を飼っていた[5]。2013年2月には、ロシアのウラジーミル・プーチン大統領から、サイベリアン（ミール）が贈られた[12]。公舎でサイベリアンを寄贈された時点で、サイベリアンを含め8匹の猫を飼っている[13]。
- 秋田県知事在任中2011年4月12日の記者会見中に体調不良を訴え、会見を途中で打ち切った。県は脳疾患を否定する説明をしていたが、14日から脳出血で入院することとなった[14]。この疾患に伴い体重が減少したことが原因で、2015年10月31日、南米歴訪から帰国の際、経由地サンパウロの空港の入国審査にてパスポート写真と顔が違うと指摘され、別室で事情を聴かれた[15]。
- 秋田県知事在任中の2011年11月17日には、秋田放送を含む日本テレビ系列局で放送された『秘密のケンミンSHOW』（読売テレビ制作）内の連続転勤ドラマ「辞令は突然にsecond season ～奥様はさすらいの女子アナ編～」秋田編第2話において、「美人を育てる秋田米」のPRを目的に「秋田県知事 佐竹敬久」名義で特別出演。出演シーンでは、黛英里佳が演じる「『エビス堂☆金』（秋田放送テレビが放送していた情報番組）のリポーターに就任したばかりの既婚女性アナウンサー・東はるみ」に対して、同局の本社で県内産のあきたこまちを進呈した[16]。
- 秋田県知事在任中の2013年11月10日から（秋田県を含む）日本全国で放送されている「龍角散ののどすっきり飴」のテレビCMでは、「秋田県知事 佐竹敬久」という名義で、殿様に扮して台詞付きで香川照之と共演。日本の現職知事では初めて、公職選挙法に抵触しない範囲で民間企業のCMへの出演を果たした。この出演の背景には、江戸時代末期に秋田藩佐竹家に御典医として仕えた藤井正亭治が当時の藩主佐竹義堯（佐竹氏宗家第30・32代当主）の喘息治療を目的に「龍角散」を改良したことや、「のどすっきり飴」の主成分であるカミツレの栽培に関して龍角散が秋田県美郷町と連携協定を締結したことなどが挙げられている[17][18][19][20][21]。

## 家系
- 佐竹北家は清和源氏の名門佐竹氏の分家にあたり、江戸時代には秋田藩の角館を治めており、明治時代には華族のうち男爵に叙せられた。
- 和井内家[5]の次男であった敬久は、外祖父である第20代当主・佐竹敬治郎（第18代当主佐竹義尚の次男）から家督を受け継ぎ、第21代当主となった。なお、長兄は幼い時に死亡した[22]。
- 実父は和井内貞二郎で、曽祖父に和井内貞行がいる[23]。
- 家族は妻、娘1人、息子夫婦、孫1人。

### 系図
佐竹義重－岩城貞隆－佐竹義隆－義処－相馬叙胤－徳胤－恕胤－祥胤－樹胤－根来盛実－（北家）佐竹義尚－敬治郎－彌生（和井内貞二郎妻）－敬久

## 不祥事・騒動

### 大雨被害時にゴルフ旅行
2017年7月22日より秋田県全域で大雨が降り、午前中に一部地域で避難準備情報が出され、夕方には避難指示が出されていた。しかし、佐竹は22日から宮城県大崎市に友人らと私用で一泊二日のゴルフ旅行に出かけた。週末のため、県外に行くことは秘書課には伝えていなかった。午前10時半から午後4時までゴルフを楽しんだが、その間、携帯電話には豪雨の被害を知らせる連絡が多数入っていた。その後、会食と飲酒を行った。翌23日午前5時過ぎ、県庁幹部に午前11時から緊急の連絡会議を開くよう指示を出し県庁に出発したが、通行止めによる渋滞に巻き込まれ欠席。県庁へ到着したのは午後1時頃であった。
県は当初、会議欠席の理由を「出張」とし、25日の会見ではゴルフには県職員OBの友人と共に4人で行ったと話していた。しかし、7月26日に緊急の記者会見を開き、一緒にゴルフに行ったのは、県部長2人とOB4人の計7人であったことを明らかにし、同行した県の産業労働部長と観光文化スポーツ部長を「かばう気持ちがあった」と述べた。辞任については「態度を改めて仕事をし、県政の進展で今回のことを挽回したい」と否定した。
同じく7月26日に、株式会社龍角散は、佐竹が出演している龍角散のCMについて民放各社に放映中止を要請し、27日朝には公式サイトから当該CMの動画を削除した。同社は「豪雨被害を受けた秋田県民の感情に配慮した」と説明した。CMの放映中止について読売新聞の取材を受けた佐竹は陳謝の意を表明した。
10月6日、佐竹が提案した佐竹の給与3カ月分と冬のボーナス（計507万円）を不支給とする条例案が、県議会で可決された。同行した部長2人も9月から二か月間2割減給の懲戒処分を受けている。

### 県職員と勤務中に参院選候補者を応援
2019年7月10日の12時半過ぎ、第25回参議院議員通常選挙候補者の選挙カーが秋田県庁舎前道路に横づけ演説を始めた。県庁の正面玄関前には佐竹や県幹部、一般職員が集まった。演説は昼休み時間を過ぎた13時10分まで続けられ、最後は職員と共に必勝コールを行った。これらの行動に対し識者から「公務員の政治的中立性が疑われる」として批判の声が上がり、インターネット上でも多くの批判が上がった。29日の会見で佐竹は「休み時間を超過したことは批判されるべきだが、公務員の政治活動は原則自由だ」と釈明した。

### 私用車運転中の事故
2021年6月27日午後2時半頃、私用車の日産・フェアレディZで日本海東北自動車道を走行中に、ポケットからティッシュペーパーを取り出し右手で鼻をかんだ際にハンドル操作を誤り単独の物損事故を起こした。パンクしたタイヤなどが散乱し一時通行止めとなった。7月1日には、事故の際運転していたフェアレディZについて、スポーツカーは運転に神経を使うとして乗り換える意向を示した。

### 統一教会との関係
旧統一教会問題に関して共同通信社が行ったアンケートに対し、世界平和統一家庭連合（旧統一教会）の関連団体である世界平和女性連合（WFWP）の創設30周年記念特別講演（2022年5月22日）に祝電を送ったと回答。5月、世界平和女性連合関係者が後援会事務所に祝電を要請し、講師の阿部雅龍が秋田県出身で、佐竹と面会したことがある、4月に植村直己冒険賞を受賞したこと等を考慮し、後援会事務所職員の判断で送付したとしている。また、この他に旧統一教会や関連団体との関わりはなく、佐竹自身は旧統一教会に対し強い疑念を抱いており、今回の祝電も阿部の講演が無ければ送付なかったと回答している。

### 「比内地鶏は硬い」発言
2022年8月の記録的大雨で被害を受けた農家への支援を求められた際に「（食感が）硬い。値段は（一般の鶏肉の）3倍だが3倍うまいかは分からない」「『軟らかい鶏が欲しい』という要望が非常に多い。比内地鶏はこのままではじり貧だ。頑固にやっているとつぶれる」などと発言。この佐竹の発言に対し、秋田県内の生産者や販売業者から憤りの声が広がった。同月31日、佐竹は発言について「言い方やタイミングが悪かった」と釈明した。

### 「四国料理はうまくない」発言
2023年10月23日、秋田キャッスルホテルで開催された「秋田の未来を創る協議会」設立会議で講演を行った際に、秋田の料理と比べて、全国知事会で訪れた四国地方の料理はうまくなく粗末である旨の発言をした。「秋田ほどうまいものがある所はない。四国なんかもう大変です。酒もうまくないし」「メインディッシュが出てきてステーキかなと思ってふたを開けたら、じゃこ天。貧乏くさい」「あと高知県。どろめ。あのうまくないやつ」などと、四国を貶める発言を繰り返したという。
同月25日に臨時記者会見を開き、自身の発言が不穏当、不見識だったとして「四国の方々に不快な思いをさせ、心からおわび申し上げたい」と謝罪した。
この騒動は全国的に報道され、じゃこ天は却って知名度が上がり、産地の愛媛県には秋田県内からを含め注文が増えた。翌11月15日には秋田県と四国4県が東京で合同物産展を開き、5県の特産品を詰め合わせた「なかよしセット」（3500円）は50個が数分で完売したほか、サッカーJ2リーグ・ブラウブリッツ秋田のホームゲーム2023最終戦（11月12日のJ2第42節・ソユースタジアム）では、当日の対戦相手・徳島ヴォルティスが四国のクラブであることに因み、数量限定（300食）ながらじゃこ天の場内販売が急遽決定、当日は1時間程で完売した。
会場で取材に応じた佐竹は「本当に申し訳ございません」と改めて詫び、じゃこ天を通販で注文した秋田県民に「私の至らない点をフォローしていただいた」と感謝するとともに、行きつけの居酒屋で注文しなくてもじゃこ天が出されるようになったと明かした。

### 「小坂町は貧乏」発言
2024年7月11日、秋田県鹿角郡小坂町で開かれた知事と県民の意見交換会の中で、老朽化した町施設の改修や改装を小坂町民が提案したのに対し、佐竹知事は「この町はカネないんだな。貧乏なんだよ。人口減って、産業がない」と語った。
会終了後、佐竹知事は「財政状況が厳しいと言いたかった。若干、言葉が強かった」と話した。会場を出る際には町幹部に直接謝罪した。同月の12日には県庁で報道陣の取材に応じ、「表現が非常にまずかった」「大変申し訳ない」と繰り返し陳謝した。